# まんがくらぶオリジナル
『まんがくらぶオリジナル』は竹書房発行の4コマ誌。略称はくらオリ（まれに一部の主力作家がくらジナルと略す）。発売日は毎月22日（ただし、流通事情により前後する）。2012年12月発売の2013年2月号までの発売日は、毎日19日であった。定価は350円（300円から数度改定）でB5判、中綴じ。
『月刊スポコミ』の後を受ける形で雑誌コード等は同誌のものを引き継ぎ、スポーツ専門漫画雑誌から竹書房としては初となる青年向け4コマ誌へとリニューアルして1999年5月号として創刊した。共通雑誌コード：03591。2014年12月号で休刊となった。

## 概要
元々は1990年にはた山ハッチの「パロ野球ニュース」を軸としたスポーツ漫画（主にプロ野球ものの、4コマ漫画を中心としたギャグ漫画）専門の隔週誌『まんがパロ野球ニュース』（略称：まんパロ）として創刊。その後月刊化し『月刊まんがパロ野球ニュース』になる。1998年11月号（10月発売）よりプロ野球以外にも幅広くスポーツ漫画を扱うため『月刊スポコミ』に改称し、1999年4月号（3月発売）をもって休刊。
同年5月号（4月発売）より一部の連載を残しつつ『まんがくらぶオリジナル』へとリニューアルした。なお、創刊号にはゲストとして『まんがくらぶ』より「バツイチ30ans」番外編（小池田マヤ）と『まんがライフオリジナル』より「せんせいのお時間」（ももせたまみ）が創刊おめでとうゲストとして掲載された。
『くらオリ』となってからは、スポーツ4コマもごくわずかながら掲載されていたものの内容は大きく変わった。表紙にさんりようこを起用し、美少女系青年誌を意識した雰囲気に仕立てるなどの改革を図り、読者ターゲットを野球・スポーツ好きの中高年から20 - 30代の青年層へと大きく転換し、また『まんがタイムきらら』の創刊以降注目されることとなる萌え系4コマ誌の登場以前から先んじて同人誌・アンソロジー業界で活躍している新人作家を数多くゲストに招くなど、若年層・アニメ世代の読者をもターゲットとして意識した作品も数多く掲載されてきた。
2003年に同じ竹書房から読者のターゲット層が類似する『まんがライフMOMO』が創刊したことを受け、2000年代中盤に主にお仕事系作品を中心とする4コマ漫画誌へと方向転換を図り、『くらオリ』は主に30代前後のOL・ヤングサラリーマンをメインターゲットとした社会人向け4コマ誌へと路線変更することとなっていった（まんがくらぶオリジナル雑誌広告料金データ）。
その後2009年10月号より表紙が野広実由にバトンタッチし、それと前後して誌面においても創刊当時と類似する青年向け・萌え系4コマ路線への回帰を見せる展開となっている。
2003年10月14日には、阪神タイガースが18年ぶりのセントラル・リーグ優勝をしたことを記念して、『まんがパロ野球ニュース号外まるごと阪神Vスペシャル』（近代麻雀11.14増刊号）と題した増刊号を発売した。

## 表紙の変遷
4コマ誌においては、他のジャンルの漫画雑誌と異なり、メインとなる表紙イラストが1名の作家によって複数月連続して担当される、という特徴がある。また、竹書房の同種雑誌の場合は通常、表紙は巻頭カラー作品と同一であり、文字どおり看板作品である。ここでは、本誌の表紙イラストを担当していた作家・作品と、その担当していた期間を記す。
1. みずしな孝之（幕張サボテンキャンパス）（創刊号 - xxxx年x月号）
2. さんりようこ（猫の手貸します!）（xxxx年x月号 - 2001年9月号）
3. 山野りんりん（はにーすぃーとティータイム）（2001年10月号 - 2005年5月号）
4. 山野りんりん（ナギーにおまかせ!）（2005年6月号 - 2005年11月号）
  - 同時に『まんがくらぶ』から流用していたロゴを独自のロゴに変更
5. むんこ（がんばれ!メメ子ちゃん）（2005年12月号 - 2009年9月号）
  - 2006年6月号よりロゴの再変更
6. 野広実由（うちの姉様）（2009年10月号 - 2012年4月号）
7. 東屋めめ（リコーダーとランドセル）（2012年5月号 - 2014年4月号・6月号 - 9月号・12月号）
8. 安西理晃（お姉ちゃんが来た）（2014年3月号・5月号（竹書房他誌連載作品であるが当該号に出張ゲスト掲載））
9. 勇人（うしろのご先祖さま）（2014年10月号）
10. 安西信行（安西信行の鋼鉄日記）（2014年11月号）

## 最終号の掲載作品
連載開始号の古い順（2014年12月号）、休刊後の展開についても付す。
- もしもしぐま（梶原あや、創刊号 - 2014年12月号）→完結
- ちぃちゃんのおしながき→ちぃちゃんのおしながき 繁盛記（大井昌和、2006年9月号ゲスト・2007年4月号 - 2014年12月号）※『まんがライフオリジナル』並行連載、2009年1月号よりショートストーリーに変更・改題→『まんがライフSTORIA』にて連載継続
- さかな&ねこ（森井ケンシロウ、2007年2月号交流戦ゲスト・6月号 - 2014年12月号）※ライブドアデイリー4コマより参入、デイリー4コマ（一時期デイリー4コマ2nd）並行連載（終了）→竹書房刊の4コマ各誌にて連載継続
- リコーダーとランドセル（東屋めめ、2007年10月号ゲスト・2008年2月号 - 2014年12月号）※『まんがライフオリジナル』並行連載、『まんがライフMOMO』に時折スピンオフ作品掲載あり→『まんがライフオリジナル』に加えて『まんがくらぶ』にて連載継続
- そんな毎日（おーはしるい、2008年7月号ゲスト・8月号 - 2014年12月号）※『あにまるパラダイス』より移籍→『まんがライフMOMO』に掲載
- ヒジキのお仕事（山野りんりん、2008年8月号ゲスト・9月号 - 2014年12月号）※『あにまるパラダイス』より移籍→完結
- ベルとふたりで（伊藤黒介、2008年10月号 - 2014年12月号）※ライブドアデイリー4コマより参入、デイリー4コマ（終了、一時期デイリー4コマ2nd）および『まんがライフオリジナル』並行連載→『まんがライフオリジナル』に統合
- いとをかし（楠見らんま、2010年2月号ゲスト・5月号 - 2014年12月号）→完結
- ヒナ書房へ行こう（都波みなと、2010年6月号ゲスト・10月号 - 2014年12月号）→完結
- しばいぬ子さん（うず、2010年8月号ゲスト・11月号 - 2014年12月号）※『まんがライフオリジナル』並行連載→『まんがライフオリジナル』に統合
- のぶながちゃん公記（くりきまる、2010年10月号ゲスト・2011年2月号 - 2014年12月号）→『キスカ』に掲載
- まちこう!（浦地コナツ、2011年5月号 - 6月号ゲスト・10月号 - 2014年12月号）→『まんがくらぶ』にて続編「鉄工所のヒカリ」を連載
- ラジ娘（こ）のひみつ（小坂俊史、2012年2月号 - 2014年12月号）→完結
- はるまち・ダンス（佐藤両々、2012年3月号 - 2014年8月号、11月号 - 2014年12月号）※『まんがライフオリジナル』並行連載→『まんがライフオリジナル』に統合
- 路傍（みちばた）のミオ（小池恵子、2012年5月号 - 2014年12月号）→完結（『まんがライフオリジナル』にゲスト掲載）
- ボク恋コンダクター（坂巻あきむ、2012年6月号ゲスト・11月号 - 2014年12月号）→『まんがライフMOMO』にて連載継続
- たばたちゃん派（みずしな孝之、2013年4月号 - 2014年12月号）※『まんがライフ』並行連載→『まんがライフ』に加えて『まんがライフオリジナル』にて連載継続
- 銀子の窓口（唐草ミチル、2013年6月号 - 2014年12月号）→『まんがライフオリジナル』にて連載継続
- 龍女生徒会っす!（野広実由、2013年6月号 - 2014年12月号）→完結
- うしろのご先祖さま（勇人、2013年1月号 - 3月号ゲスト・8月号 - 2014年12月号）→『まんがライフ』にて連載継続
- 猫系彼女と草食男子（こいずみまり、2013年8月号 - 2014年12月号）→『まんがくらぶ』にて連載継続
- ぼくとことりちゃん（野々原ちき、2013年5月号ゲスト・9月号 - 2014年12月号）※ゲスト作「ぼくのことりちゃん」を改題→完結
- 安西信行の鋼鉄（メタ）日記（安西信行、2014年1月号 - 2014年12月号）※エッセイ、非4コマ作品→『まんがライフMOMO』にて続編「安西信行の鋼鉄(漫)録」を連載
- まほろばきっさ（tugeneko、2013年10月号 - 11月号ゲスト・2014年2月号 - 2014年12月号）→『まんがライフMOMO』にて連載継続
- メリー3（メリーさん）と疾風堂（しっぷうどう）コロラチュラ（胡桃ちの、2014年6月号 - 8月号ゲスト・9月号 - 2014年12月号）→完結
- 酔いも甘いもシッタカ姐さん（ひらふみ、2014年6月号 - 7月号・9月号ゲスト・10月号 - 2014年12月号）→完結

### 企画もの
- げぇ〜むプレイ日記（田宮まちこ、2010年10月号 - 2014年12月号）
- レキシズル流 歴史はポップが面白い（渡部麗、イラスト・伊吹アスカ、2011年12月号 - 2014年12月号）
- 杉本師匠の旬の野菜調理（杉本晃章、イラスト・村田Tたりん、2012年9月号 - 2014年12月号）
- オニワーク（濵元隆輔、2013年3月号 - 2014年12月号）※目次ページに連載
- 世界は文化系と体育会系で出来ている（イラスト・なつみん、2013年3月号 - 2014年12月号）※読者ページに連載
- 路傍亭LUCKY占い（占い師が、2014年8月号よりマギーからスーザに交代、イラスト・小池恵子、2013年3月号 - 2014年12月号）
- ヲタママ（葛西りいち、2013年3月号 - 2014年12月号）※読者ページに連載

## 過去に連載されていた主な作品

### くらオリ創刊号からの連載作品
創刊号での掲載順
- 幕張サボテンキャンパス（みずしな孝之、創刊号 - 2003年5月号・2009年6月号ゲスト）
- あいあいハウス（吉田美紀子、創刊号 - 2002年10月号）
- きゃらめるライフ（森田フミゾー、創刊号 - 1999年x月号）
- 猫の手貸します!（さんりようこ、創刊号 - 2002年10月号・2009年6月号ゲスト）
- 月刊フリップ編集日誌（小坂俊史、創刊号 - 2002年9月号）
- プ〜一族（大橋ツヨシ、創刊号 - 2007年5月号）
- ママとあそぼう（茶花ぽこ、創刊号 - xxxx年x月号）
- コンビニぶんぶん（藤島じゅん、創刊号 - 2005年3月号）
- ナカタ・エブリダンディー（畠山コンツェルン、創刊号 - 2000年10月号）※中田英寿を主人公とした4コマ漫画。
- どさんこ牧場の人々（葛原兄、創刊号 - xxxx年x月号）
- みちばたトライアングル（かたぎりわかな、創刊号 - 2000年x月号）※非4コマ作品
- KISHIWADA（佐原カズキヨ、創刊号 - xxxx年x月号）
- 恋文町東ゆーびん局（いしかわ史織、創刊号 - 2001年6月号）
- 恋は山手線（日高トモキチ、創刊号 - 2000年x月号）※非4コマ作品
- 電脳やおい少女（中島沙帆子、創刊号 - 2006年3月号）
- 小梅ちゃんが行く!!RETURNS→小梅ちゃんが行く!!R（青木光恵、創刊号 - 2002年1月号・2005年1月号 - 2006年7月号）※スタート時は隔月連載
- ブン太君と遊ぼう!（筆由純一郎、創刊号 - 2000年4月号）
- 男と女の行っとかないと!（Mなみひろこ、創刊号 - 1999年x月号）※非4コマ作品
- とことんゲーム大作戦!（神奈川のりこ、創刊号 - 2000年x月号）※非4コマ作品
- ケ・セラ・セラピー（本山理咲、創刊号 - xxxx年x月号）※非4コマ作品
- マツイ日記は知っている!（荒木ひとし、創刊号 - 2003年2月号）※松井秀喜を主人公とした4コマ漫画。
- よいどれ天使（きんこうじたま、創刊号 - 1999年x月号）
- おもっきしFA（フリーアルバイター）宣言（村尾利明、創刊号 - xxxx年x月号）
- ササキ様に願いを（みずしな孝之、創刊号 - 2000年1月号?）※以後不定期にゲストおよび短期集中連載
- てれびーむ→有害光線てれびーむ!（どり☆あすか、創刊号 - 2000年4月号）※非4コマ作品
- TOKYO WORKER（真右衛門、創刊2号ゲスト・xxxx年x月号 - 2000年4月号）
- 僕らはみんな生きている（すずきやすし、創刊号 - 2000年x月号）
- トリ坊（森下裕美、創刊号 - xxxx年x月号）

#### 企画もの
- 松村邦洋の「ぶたまん放送部」（松村邦洋、創刊号 - 2000年4月号）

※「ササキ様に願いを」「マツイ日記は知っている!」「ナカタ・エブリダンディー」は『まんパロ』および『スポコミ』時代から引き続き連載していた。

### 創刊以後の連載作品
連載開始号の古い順・掲載順
- レイとルリのスイートライフ♥（こいずみまり、1999年8月号 - 2001年1月号）
- ときめきヘアサロン マチャ君の仕事事情!（すみれいこ、1999年x月号 - 2003年8月号）
- あっちゃんだもん→あっちゃんだもんR（あっきう、1999年x月号 - 2003年5月号、2006年12月号 - 2007年9月号）※2006年よりの再開分より「あっちゃんだもんR」と改題
- クルシマさん熱視線♥（森村あおい、2000年x月号 - 2002年1月号・ 200x年x月号- xxxx年x月号）
- 踊る!恋愛道（荻野眞弓、2000年x月号 - 2000年x月号・2000年11月号 - 2002年4月号）
- しあわせタイムリミット（白井裕子、2000年4月号 - 2001年10月号）
- ももいろEVERYDAY（三池ろむこ、2000年x月号 - 2001年6月号）
- はにーすぃーとティータイム（山野りんりん、2000年5月号ゲスト・2000年x月号 - 2005年5月号・2009年6月号ゲスト）
- ミニパト・ラプソディー（奥谷かひろ、2000年4月号ゲスト・2000年6月号 - 2004年6月号）※ゲスト作改題
- 嗚呼!まっこり人生（浜口乃理子、2000年x月号 - 2000年12月号）
- はなうたオフィス（小本田絵舞、2000年x月号 - 2001年3月号）
- かるちゃあ通信OL5（くすみんと、2000年x月号 - 2001年1月号）
- てくてくと歩こう（野中のばら、2000年x月号 - 2003年7月号）
- LOVE@いつもそばにいる!（岡崎瑞生、2000年x月号 - 2000年11月号）※ショートストーリー
- 世界めぐるめる（千里唱子、2000年x月号 - 2002年5月号）
- お見合い探偵局→爆笑お見合い探偵局（日高トモキチ、2000年x月号 - 2006年9月号）
- ちゃりん娘七海貯蓄中!!（谷澤生季、2000年11月号 - 2001年11月号）
- Good Morning ティーチャー（重野なおき、2000年10月号ゲスト・2001年1月号 - 2011年5月号）※『まんがライフ』へ統合後、終了
- Dia duit（胡桃ちの、2001年1月号 - 2007年4月号）
- ぽけっとタマちゃん（いでえいじ、2001年3月号 - 2006年9月号）
- ほーむめーどメアリー（湯川かおる、2001年3月号ゲスト・5月号 - 2003年3月号か4月号）
- 白鳥課長の素敵な生活（神奈川のりこ、2001年5月号 - 2007年1月号）※『まんがくらぶ』で再開
- スリムビューティー♥ゆきなちゃん（水都一美、2001年6月号 - 2001年12月号）
- スチュワーですよ♪ひよこちゃん（星野由美子、2001年8月号ゲスト・2001年10月号 - 2002年12月号）
- うららかエヴリデイ（白井裕子、2001年12月号 - 2003年9月号）
- ねこまんが（こいずみまり、2001年4月号 - 6月号ゲスト・12月号 - 2013年6月号）※ゲスト作「はんそくねこまんが」を改題
- ノンストップ相沢先生（今井たく、2002年1月号 - 2003年4月号）
- ついんえんじぇる（谷澤みき、2002年1月号 - 2005年5月号）
- かなづち♥マーメイド（笹野ちはる、2001年10月号ゲスト・2002年2月号 - 2003年12月号）
- 花マルなふたり（水都一美、2002年2月号 - 2002年7月号）
- ふぁんきーサーバント（桜沢鈴、2002年3月号 - 2006年1月号）
  - ふぁんきーサーバント - マンガ図書館Z（外部リンク）
- ドクタープリンセス（荻野眞弓、2002年5月号 - 2007年1月号）
- ハルコビヨリ（小坂俊史、2002年10月号 - 2005年11月号）※『まんがライフオリジナル』へ統合（終了）
- フードファイト放浪記（小沢カオル・新井和響、2002年6月号 - 2003年1月号）
- おきらくリバース（羽崎やすみ、2002年10月号ゲスト・12月号 - 2005年5月号）
- うちのあひるちゃん（さんりようこ、2002年11月号 - 2004年11月号）
- オフィス獅子谷（吉田美紀子、2002年12月号 - 2003年10月号）
- 女優・鷺ノ宮柚子（かなつ久美、2003年1月号 - 2004年2月号）
- マツイ日記は知っている!MAJOR（荒木ひとし、2003年3月号 - 2005年9月号）※『マツイ日記は知っている!』の続編
- ななこまっしぐら!（小池恵子、2002年9月号ゲスト・2003年2月号ゲスト・5月号 - 2007年1月号）※ゲスト作改題、『まんがライフ』へ統合
- おかえりサクちゃん（あっきう、2003年6月号 - 2006年3月号）
- スーパーが〜る（湯川かおる、2003年6月号 - 2004年7月号）
- 私立カルメン学園2の1組（平岩功次、2002年2月号・4月号新人企画・11月号ゲスト・2003年7月号 - 2005年4月号）
- チクチワワ（みずしな孝之、2003年8月号 - 2004年4月号・2004年8月号 - 2005年5月号）
- みことREADY FIGHT!（山東ユカ、2003年8月号 - 2005年1月号）
- オレをもりたてろ（ふじのはるか、2003年9月号 - 2007年8月号）
- 花のOL組（笹野ちはる、2004年1月号 - 2005年5月号）
- しょっぴんブギ（佐藤両々、2004年2月号 - 同年7月号）※ゲスト扱い、後に『まんがライフオリジナル』にて正式連載
- OLさんの履歴書（三ツ森あきら、2004年6月号 - 2006年8月号）
- ササキ様に願いをR（みずしな孝之、2004年5月号 - 同年11月号）
- つぐみフィフティLOVE（藤城翔、2004年9月号 - 2005年5月号）
- 〜完全OLマニュアル〜良いOL☆悪いOL（いかわあや、村上直子監修、2004年10月号 - 2007年2月号）
- カオルンのガッツいちゃった結婚（小沢カオル、2004年12月号 - 2005年11月号）
- 九尾たかこ&Dr.みっきーの生きざま診断所♥（九尾たかこ、2004年12月号 - 2005年11月号）
- こうかふこうか（佐藤両々、2005年3月号 - 2011年5月号）
- がんばれ!メメ子ちゃん（むんこ、2004年11月号ゲスト・2005年4月号 - 2010年6月号）※2010年6月号は「エピローグ特別編」扱いで、本編は5月号まで
- 潤度100%（さとるサブレ、2005年5月号 - 2005年11月号）
- やさしくしないで!（松山花子、2005年5月号 - 2006年12月号）
- けものとチャット（みずしな孝之、2005年6月号 - 2011年12月号）※『まんがくらぶ』にて定期ゲスト連載
- ナギーにおまかせ!（山野りんりん、2005年6月号 - 2008年6月号）
- 上へまいりま〜す♪（藤城翔、2005年7月号 - 2006年9月号）
- MY SWEETムサシ（羽崎やすみ、2005年8月号 - 2006年7月号）
- 柘植文のつつウラウラまんきツアー（柘植文、2005年9月号 - 2006年8月号）
- 花っ!（東山未来、2005年11月号 - 2006年6月号）
- やまいだれ（小坂俊史、2005年12月号 - 2010年1月号）
- もえるお兄ちゃん（松本ぷりっつ、2005年11月号ゲスト・2006年3月号 - 2007年5月号）
- みか姉がゆく!（あっきう、2006年4月号 - 2006年11月号）
- 東京眼鏡（あらい・まりこ、2006年5月号 - 2008年5月号）※『まんがライフオリジナル』にて並行連載（終了）
- 自由な女神（秋吉由美子、2006年3月号ゲスト・5月号 - 2008年11月号）
- ほんわかぱっぱ♪（古川紀子、2006年1月号ゲスト・6月号 - 2009年9月号、2010年5月号 - 2012年6月号）
- ママさん（山田まりお、2006年3月号ゲスト・6月号 - 2009年1月号）
- つきひめさま（佐藤ゆうこ、2006年1月号ゲスト・7月号 - 2008年3月号）
- シュレディンガーの妻は元気か（中島沙帆子、2006年5月号 - 2011年1月号）
- クロジとマーブル（富永ゆかり、2006年8月号ゲスト・11月号 - 2009年6月号）※『まんがライフオリジナル』へ統合（終了）
- いなかっこ（久保田順子、2006年10月号ゲスト・12月号 - 2008年6月号）
- ショーコさん主婦選業中!（松山花子、2007年1月号 - 2010年5月号）
- 25年目の恋（神奈川のりこ、2007年2月号 - 2008年10月号）
- しあわせの種（海月志穂子、2006年11月号ゲスト・2007年3月号 - 2008年5月号）※ショートストーリー
- おかあさまといっしょ（小池恵子、2007年2月号 - 2012年1月号）
- ハトのハト子（たかの宗美、2007年4月号 - 2011年2月号）
- S・A（サービスエリア）で会いましょう（胡桃ちの、2007年5月号 - 2014年5月号）
- まにまにフレンズ（もも、2007年7月号 - 9月号新人企画・10月号 - 2008年3月号）
- うちの姉様（野広実由、2007年5月号ゲスト・9月号 - 2013年5月号）※『まんがライフMOMO』並行連載（終了）
- ゆなさなニッキ（小笠原朋子、2007年7月号ゲスト・2008年3月号 - 2009年4月号）
- エコエコパンドラ（山田玲司、2008年4月号 - 2009年3月号）※ショートストーリー
- 世話焼き娘の083（ぼに〜M、2008年3月号ゲスト・6月号 - 2009年3月号）
- アイスクリーム・トランスポーター（有間しのぶ、2008年7月号 - 2008年12月号）
- モトリョ。（幌倉さと、2008年4月号ゲスト・8月号 - 2011年1月号）
- いけどん三世帯（黒金魚、2008年9月号ゲスト・2009年1月号 - 2012年7月号）
- おかんとみっぴー（るうの、2008年12月号ゲスト・2009年3月号 - 2012年9月号）
- 幼獣マメシバ（青木光恵、原作：永森裕二、2009年3月号 - 2009年10月号）※ショートストーリー
- つくねちゃん+30（ひらふみ、2009年1月号ゲスト・6月号 - 2014年4月号）
- コーポブランコ（大富寺航、2009年5月号ゲスト・10月号 - 2011年2月号）
- みもりろっくおん!（みずなともみ、2009年7月号ゲスト・10月号 - 2013年3月号）
- ももかすいっち（田川ちょこ、2009年8月号ゲスト・11月号 - 2010年12月号）
- 青春ドーパミン（航本佳奈、2009年9月号 - 10月号ゲスト・2010年1月号 - 2012年10月号）
- オフィスのざしきわらし（小坂俊史、2010年2月号 - 2011年11月号）
- あにメカ（よしむらなつき、2009年12月号ゲスト・2010年3月号 - 2013年5月号）
- はなむら酒店（青木光恵、2010年2月号 - 3月号ゲスト・7月号 - 2011年5月号）※ゲスト作「はなまる酒店」を改題
- 凹（ペコみ）日記（千花、2010年4月号ゲスト・7月号 - 2012年9月号）※エッセイ、非4コマ作品
- セルライフ!〜私の中のイヤなあなた〜（穂月想多）、2010年9月号 - 2011年6月号）※シーズンゲスト（9・12・3・6月号掲載）
- アバタもミロクさん（志野ぱっぱか、2010年8月号ゲスト・2011年1月号 - 2012年7月号）
- 社食めしのススメ!（宮嶋星矢、2011年3月号 - 2011年11月号）※エッセイ、非4コマ作品
- ランスカ!（中島沙帆子、2011年3月号 - 2012年6月号）
- 病んカノ（唐草ミチル、2010年11月号ゲスト・2011年4月号 - 2013年5月号）
- つまもの（穂月想多）、2011年8月号 - 2012年8月号）
- ハルカな深宇宙（たなべひろき、2011年6月号ゲスト・9月号 - 2012年10月号）
- あにらじっ♪ (未)声優部（ながわえいじ、原作：渡辺和哉・土井武志、2012年2月号 - 2013年1月号）※『響-HiBiKi Radio Station』とのタイアップ作品。正確なタイトル表記は“未”を○囲み
- ピンクそらりんご（みずしな孝之、2012年1月号 - 2月号ゲスト、3月号 - 2013年3月号）※ゲスト作「ワンダーももこ」を改題、『まんがライフSTORIA』に移籍
- 園児様のゆーとおりっ（ミキマキ、2012年5月号ゲスト、8月号 - 2014年1月号）※ゲスト作「恋活幼稚園」を改題
- ちっちゃいおっさん〜ワシと八木と時々オカン〜（どっこい笑太郎、2013年9月号 - 2014年5月号）

#### 企画もの
- U-turnの仁義なき恋愛（U-turn、2000年x月号 - 2001年4月号）
- あっきうのオフレコ給湯室（あっきう、2001年5月号 - 2003年5月号）
- あっきうのオフレコ給湯室HYPER（あっきう、2003年6月号 - 2004年6月号）
- あっきうのオフレコ給湯室R[レボリューション]（あっきう、2004年7月号 - 2006年3月号）
- かたぎりわかなの映画1000本斬り!!（かたぎりわかな、2004年x月号 - 2007年2月号）
- 野菜選びの達人・杉本師匠に聞く「極うま野菜」の選び方→教えて！杉本師匠! 〜八百屋の匠に聞く、野菜の素朴な疑問〜（杉本晃章、イラスト・村田Tたりん（再開分）、2007年5月号 - 2010年6月号、2011年x月号より改題して再開 - 2012年8月号）
- 佐川芳枝のお寿司屋さんにいらっしゃ〜い（佐川芳枝、イラスト・たかの宗美、2007年7月号 - 2011年12月号）※『まんがくらぶ』へ移籍後、終了
- 森の女神ちゃま（長崎ライチ、2010年8月号 - 2011年3月号）※目次ページに連載
- 目指せ人気ブログ!!（梶原あや、2011年1月号 - 2012年1月号）※読者ページに連載
- 人造人間 フラン（懸田大工、2011年4月号 - 2013年2月号）※目次ページに連載、2011年12月号（3ページ）と012年11月号（4ページ）にゲスト掲載
- リコラン通信（2011年12月号 - 2012年9月号、2013年6月号 - 12月号）※『リコーダーとランドセル』アニメ情報など。第1期は原則として8日前に発売される『まんがライフオリジナル』前月号掲載のものの再掲、第2期は本誌初出
- ツイッターじぃちゃんズ（梶原あや、2012年2月号 - 2013年2月号）※読者ページに連載
- ハッピー☆タロット占い（マギー、イラスト・よしむらなつき、2012年3月号 - 2013年2月号）
- アニマル武将でござる（2013年5月号 - 12号）※毎月異なる漫画家が執筆する

### まんパロ〜スポコミ時代に連載されていた主な作品
基本的に日本プロ野球を扱った4コマ漫画・ギャグ漫画が中心だった。
- パロ野球ニュース（はた山ハッチ）→やくやくスポーツらんど→まんがパロ野球ニュース（やくみつる - 「やくやく〜」へのタイトル変更とともに名義変更）
- ベロベロベースボール（河合じゅんじ）
- 笑ってよ!!タネダくん（河合じゅんじ）※種田仁を主人公とした漫画。
- フリフリ!イチローくん（河合じゅんじ）※イチローを主人公とした漫画（1995年 - 1998年ごろに連載）。
- レッズゴー!オノくん（河合じゅんじ）※小野伸二を主人公とした漫画（スポコミ時代に連載。休刊とともに打ち切り）。
- きまぐれMVP!（たかみね駆）
- さわんだふるA（ - エース）（たかみね駆）※中日ドラゴンズの左腕投手山本昌と今中慎二を主人公とした4コマ漫画。
- 私設野球博物館（日高トモキチ）
- やっとかめでGO!（なかむら治彦）※中日ドラゴンズと名古屋（中京）ローカルネタを絡めた4コマ漫画。単行本全2巻発売。
- プロ野球なんでもカルト講座（なかむら治彦）※著者が講師として作中に登場していた。
- おっとこマエダ!（いしかわ史織）※前田智徳を主人公とした4コマ漫画。
- やっぱりキヨマー!→球界番長キヨマー!（佐原カズキヨ）※清原和博を主人公とした4コマ漫画。休刊後は芸能雑誌『芸能ニッポン』で続行。2000年9月に単行本が後者のタイトルで発売されたが、『スポコミ』での最終回は収録されなかった。
- 大球界（いしいひさいち）
- だってタカツなんだもの（田代哲也）※高津臣吾を主人公とした4コマ漫画。1996年 - 1998年に連載。
- ツバメの16男（ - いろおとこ）（田代哲也）※石井一久を主人公とした4コマ漫画（タイトルの“ツバメ”は石井の球団名〔ヤクルトスワローズ〕、“16”は石井の背番号から来ている）。1998年に連載。
- うるぐす共和国（小坂俊史）※日本テレビのスポーツニュース番組「スポーツうるぐす」をモチーフとした4コマ漫画。当時のキャスター江川卓（司会）・柴田倫世（日本テレビアナウンサー）・髙田万由子（競馬担当）が中心キャラとして登場。休刊まで連載。
- 荒川道場（ほりのぶゆき）※一時休載後は「新荒川道場」のタイトルで連載。
- スポーツするか!!（臼井儀人）（1991年に連載）
- いっしょにSUMO!（臼井儀人）（1991年 - 1992年に連載）
- 闘魂パラダイス（あおやま英雄）※プロレス4コマ漫画。
- ナガシマ必笑伝説（あおやま英雄）
- ザ・甲子園ストーリー（原作：中村仁、作画：ダイナマイト鉄）※ストーリー漫画。日本プロ野球の第一線で活躍する選手のプロ入りまでの生い立ちをつづった作品。
- ノムさんと25人の仲間たち（構成：永谷脩、漫画：小倉澄士）※ストーリー漫画。野村克也監督（当時）率いるヤクルトスワローズのコーチ・選手達を描く。
- TENHOH SPORTS（岩谷テンホー）※スポコミ時代に連載。
- まるごとスポーツフリテンくん（植田まさし）※スポコミ時代に連載。

- ミスターマドンナ（とりいかずよし）※ストーリー漫画。ニューハーフのピッチャーの活躍を描いた作品。1991年 - 1992年頃連載。

#### 企画もの
- みんなまとめて退場だ ※ネタ投稿コーナー。略称：みん退。
- 松村邦洋のスポーツ笑点 ※同上。休刊まで連載。休刊号には、松村直筆の4コマ「ナカゴミ関に願いを」という作品（タイトルは「ササキ様に願いを」のパロディ）が掲載された。
- まんパロ女子アナウンサー名鑑 ※スポーツ番組で活躍する女性アナウンサー（女子アナ）のインタビュー・写真・みずしな孝之作の4コマなどで構成。一部の4コマは「ササキ様に願いを」の単行本4巻に収録されている。

## わくわく新人4コマフェスティバル
2001年から2006年まで10回にわたり、半年ごとに開催された新人発掘企画で、2ブロック4名ずつによる2ページの予選と、両ブロックの勝者2名による4ページの決勝を計3号連続で行い、優勝者には3ヶ月連続掲載権（準優勝者には1ヶ月）が与えられる。勝敗は読者投票により決定される。
この企画からは、後に連載となった「私立カルメン学園2の1組」（平岩功次）や「東京眼鏡」（あらい・まりこ、のち『まんがライフオリジナル』に移籍）、『まんがライフMOMO』で連載の「天使のお仕事」（佐藤両々）などが生まれた。

### 第1回
2001年8月号から10月号にかけて行われ、片倉ゆきが優勝し、3ヶ月連続掲載権を獲得した。当初、準優勝者の杉山ヒカルにはゲスト掲載権は与えられていなかったが、後に2回ゲスト掲載された。
- Part.1
  - 片倉ゆき「科学部部長・西園寺綾」 - 決勝進出（優勝）
  - 2001年8月号掲載分
  - 2001年8月号掲載分
  - 2001年8月号掲載分
- Part.2
  - 杉山ヒカル「彼は後輩」 - 決勝進出
  - 2001年9月号掲載分
  - 2001年9月号掲載分
  - 2001年9月号掲載分

### 第2回
2002年2月号から4月号にかけて行われ、川本尚夜が優勝し、3ヶ月連続掲載権を獲得した。このほか、後に本誌や姉妹誌で連載を持つ平岩功次、いかわあや、たかまつやよいらが参戦した。
- Aブロック
  - 川田宏美「ぽっかぽか医院の人々」
  - 平岩功次「私立カルメン学園2の1組」 - 決勝進出
  - いかわあや「ワーキング☆お嬢様」
  - マツシマ愛コ「ゴーゴー☆OLちゃん」
- Bブロック
  - 川本尚夜「サクラふぶき」 - 決勝進出（優勝）
  - かわのひろし「くるくるクリニック」
  - たかまつやよい「受付嬢は元気印♥」
  - 小林ゆか「恋する女子高生」

### 第3回
2002年8月号から10月号にかけて行われ、川上あずさが優勝し、3ヶ月連続掲載権を獲得した。
- Aブロック
  - 伊藤美保「うるしやまさんの場合」 - 決勝進出
  - 2002年8月号掲載分
  - 2002年8月号掲載分
  - 2002年8月号掲載分
- Bブロック
  - 川上あずさ「デパガスマイル」 - 決勝進出（優勝）
  - 斉藤みわこ「森田家の人々」
  - 名城さき「バレーボール少女隊」
  - 大上純子「華ちゃん行進曲」

### 第4回
2003年2月号から4月号にかけて行われ、佐藤両々が優勝し、3ヶ月連続掲載権を獲得した。
- Aブロック
  - すずき桂「因幡町ホワイトラビッツ」 - 決勝進出
  - 藤尾かまち「ファニーポストマン」
  - ちどり栞「探し屋山田くん」
  - 斉藤みわこ「お気楽株式会社」
- Bブロック
  - 佐藤両々「天使のお仕事」 - 決勝進出（優勝）
  - 2003年3月号掲載分
  - 2003年3月号掲載分
  - 2003年3月号掲載分

### 第5回
2003年8月号から10月号にかけて行われ、来水かぢんが優勝し、3ヶ月連続掲載権を獲得した。このほか、後に『まんがタイムきらら』（芳文社）などで連載を持つナントカが参戦した。
- PART.1
  - 雛瀬いちか「レンタルファミリーいちご屋」 - 決勝進出
  - 2003年8月号掲載分
  - 2003年8月号掲載分
  - 2003年8月号掲載分
- PART.2
  - ナントカ「神秘館トロ」
  - 鏡堂けんじ「喫茶ドナドナどーなの?」
  - 干物屋にぼし「いくじん」
  - 来水かぢん「却下します」 - 決勝進出（優勝）

### 第6回
2004年2月号から4月号にかけて行われ、鏡堂けんじが優勝し、3ヶ月連続掲載権を獲得した。鏡堂けんじは2度目の参戦で優勝した。
- PART1
  - 田熊純子「幸代カントリズム」
  - 小林鈴「ラフメイカー」
  - 藤ゆうま「ぐーたらのススメ」
  - 江崎みのる「かしまし3姉妹」 - 決勝進出
- PART2
  - 鏡堂けんじ「喫茶ドナドナ」 - 決勝進出（優勝）
  - むぎてん子「もちょこいうさこ」
  - 新開慶太郎「ガールパイロット」
  - 加代よう子「栄養満テン♥」

### 第7回
2004年8月号から10月号にかけて行われ、佐藤弓穂が優勝し、3ヶ月連続掲載権を獲得した。このほか、後に『まんがライフ』で読者欄を担当する間口まきが参戦した。
- PART1
  - 佐藤弓穂「メイクアップしおりくん」 - 決勝進出（優勝）
  - 小林鈴「ちーいママ」
  - 藤ゆうま「きまぐれポーカーフェイス」
  - 川上宏美「うな!なつこ!!」
- PART2
  - 間口まき「金穴ダイアリー」 - 決勝進出
  - 高橋さな「Let's Go勝ち組」
  - 斉藤渉「デザインオフィス・ベイベ」
  - 新開慶太郎「彼女のヒミツ」

### 第8回
2005年2月号から4月号にかけて行われ、さとるサブレが優勝し、連載権を獲得した。このほか、後に『ねこのしっぽ』（日本出版社）などで連載を持つ猫原ねんずが参戦した。
- PART1
  - さかい絵里「すずめちゃん家のカテキョ♥」
  - 藤ゆうま「ポジティブでGO!」 - 決勝進出
  - 川上宏美「うな!なつこ!!」
  - 新開慶太郎「社長! それは違います!」
- PART2
  - 猫原ねんず「まるまるしっぽ」
  - さとるサブレ「潤度100%」 - 決勝進出（優勝）
  - 水樹飛鳥「れでぃーふぁいっ!」
  - みずたま「ママ〜星野蝶子〜」

### 第9回
2005年8月号から10月号にかけて行われ、東山未来が優勝し、連載権を獲得した。
- PART1
  - さかい絵里「いちご白書」
  - いちか「ラブ・アルコール・らん」 - 決勝進出
  - まつも都「恋!するアイコ」
  - ひめまろ。「熱烈占い乙女」
- PART2
  - 真野じんすけ「ガールズファイト鈴宮」
  - 篤志「やっぱり本の虫」
  - 東山未来「花っ!」 - 決勝進出（優勝）
  - 川上宏美「うな!なつこ」

### 第10回
2006年2月号から4月号にかけて行われ、あらい・まりこが優勝し、連載権を獲得した。この第10回をもって新人企画は一区切りとなった。
- PART1
  - 蔦谷とばり「まるっと。」 - 決勝進出
  - ひらこやすあき「このみなんのみ?」
  - 平川雅子「ギャルママ☆まいたん」
  - 川上宏美「NATSUKO」
- PART2
  - あらい・まりこ「東京眼鏡〜ハイスクールすれ違い白書〜」 - 決勝進出（優勝）
  - 紗衣「おデコ」
  - 高橋広介「店番ナイコフィーバー」
  - 新開けいた「愛chanとヌイグルミ上司」

## 新人4コマサバイバル
2007年7月号から9月号にかけて行われた新人発掘企画で、2ページの作品を新人4名が3号連続で掲載し、優勝者には連載権が与えられる。勝敗は読者投票により決定される。
ももが優勝し、連載権を獲得した。他の3作品も後にゲスト掲載された。
- 七音「ゆららさん」
- ふじいゆうこ「まあるいぷぅ」
- もも「まにまにフレンズ」 - 優勝
- こよしだもも「アオミドとぱぱ!」

## 新星4コマサバイバル
2008年7月号から開催された新人発掘企画で、新人5名（殿堂入り発表時は4名）が毎月1ページの作品を発表し、読者投票で翌月の掲載権を賭けて競う。最下位となった作品は最終回となり新たな挑戦者と入れ替わる。10ヶ月勝ち抜きの作品は「殿堂入り」とされ、ゲストとして掲載される。当初は2007年に行われた企画と同じく「新人4コマサバイバル」の名称で始まった。
第25回をもってリニューアルし、2010 年8月号より「新星4コマサバイバル」として再スタート。挑戦者は3名（殿堂入り発表時は2名）に減らされ、1位のみが翌月の掲載権を獲得し、「殿堂入り」は6ヶ月勝ち抜きに短縮された。2011年7月号までの11回をもって終了（2011年5月号は休み）。
殿堂入り
- すえますあい「もちうさぎ」（2008年7月号 - 2009年5月号殿堂入り）
- 航本加奈「青春ドーパミン」（2008年10月号 - 2009年8月号殿堂入り） - 「青春ドーパミン」はのちに本誌で連載となる。
- くりきまる「お好みあります」（2009年5月号 - 2010年3月号殿堂入り） - のちに「のぶながちゃん公記」を本誌で連載する。
- 懸田大工「竜宮城リニューアル」（2009年7月号 - 2010年5月号殿堂入り） - のちに「人造人間 フラン」を本誌で連載する。
- 矢豆たん「ももくりデスク」（2009年9月号 - 2010年8月号殿堂入り）
- 町田すみ「ショーコちゃんは心配性」（2010年2月号 - 2010 年9月号殿堂入り） - のちに『まんがタイムスペシャル』（芳文社）で連載を持つ。
- 関戸ゆう「スナックようこ」（2010年10月号 - 2011年4月号殿堂入り）

その他の主な挑戦者
- 長崎ライチ - のちに「森の女神ちゃま」を本誌で連載する。
- まめもやし - のちに『ベツコミ』（小学館）で「うさギョロ!」を連載。
- ゆずきなこ - 系列誌でたびたびゲスト掲載。
- 大川マキナ（当時は、大川真喜子）
- 大日野カルコ - のちにエッセイ漫画などでコミックスを発表。

## 映像化作品
| 作品                   | 放送年                 | アニメーション制作                  | 備考                                   |
| ---------------------- | ---------------------- | ----------------------------------- | -------------------------------------- |
| リコーダーとランドセル | 2012年（第1期・第2期） | セブン                              | 他誌との並行連載 5分枠のショートアニメ |
| リコーダーとランドセル | 2013年（第3期）        | セブン                              | 他誌との並行連載 5分枠のショートアニメ |
| しばいぬ子さん         | 2012年                 | ダックスプロダクション ホットライン | 2分枠のショートアニメ                  |

| 作品             | 発売年 | アニメーション制作 | 備考 |
| ---------------- | ------ | ------------------ | ---- |
| けものとチャット | 2009年 | ウサギ王           |      |